# Shinji Tanaka
Shinji Tanaka, född 25 september 1960 i Saitama prefektur, Japan, är en japansk tidigare fotbollsspelare.